# Lummelundagrottan
Lummelundagrottan är en grotta och ett naturreservat norr om Visby på Gotland. Det 16 hektar stora reservatet är mest känt för själva grottan, som även kallas Rövarkulan, en underjordisk lång och smal flodbädd i kalkberget beläget vid Lummelunds bruk ungefär 13 kilometer norr om Visby.
Lummelundaån rinner på en sträcka av mer än 1,3 kilometer under jorden. Den rinner från Martebo myr och kommer fram ur bergklinten vid kusten genom en låg och bred grottlik mynning. Totalt har grottan en gånglängd på fyra kilometer, vilket gör den till Sveriges näst längsta grotta efter Korallgrottan i Jämtland.
Grottans temperatur pendlar mellan 8 och 12 plusgrader, året runt.

## Historia
År 1924 gjordes det första dokumenterade försöket att ta sig in i grottan när zoologen Torsten Gislén gjorde ett antal försök; han lyckades dock bara ta sig in omkring 40 meter. Det blev istället tre pojkar (Örjan Håkansson, Percy Nilsson och Lars Olsson) som upptäckte hur man tog sig in i grottan. År 1948 hade de börjat göra expeditioner för att undersöka det då ganska lilla grottsystemet. När de två år senare var inne i grottan lossnade ett stort stenblock från taket. Stenblocket ramlade ner och plötsligt var en tidigare ganska smal öppning i bergväggen mycket bredare. En 20 meter lång gång (som idag kallas för ”Pojkarnas gång”) öppnade sig, de tre pojkarna fortsatte in i grottan och upptäckte ”Bergakungens sal”, som är den första salen man kommer in i om man idag går den guidade turen, och salen ”Kapellet” som också besöks i dagens guidade tur. Här stoppades de av en sjö och det var inte förrän 1955 som de kom längre in i grottan, då med hjälp av en gummiflotte. Vid det tillfället lyckades de ta sig 175 meter längre in i grottan än tidigare. 1959 tog man upp en tunnel som gjorde det möjligt för allmänheten att besöka de salar och gångar som pojkarna några år tidigare hade upptäckt.
Ytterligare 400 meter gångar upptäcktes när dykare i september 1985 passerat fyra vattenlås i grottan. Man upptäckte då också Lummelundagrottans hittills största salar.

## Turism
Idag besöker omkring 10.000 turister grottan varje år och man har öppet mellan maj och september. De flesta turister besöker den 200 meter långa ”turistgrottan”. Av gammal hävd kostar biljetten 1 kr per meter att vandra men priset kan variera. Det går även att göra en längre vandring. Då går man helt enkelt förbi den vanligaste promenaden och promenerar ytterligare cirka 100 meter in i grottan.

## Galleri

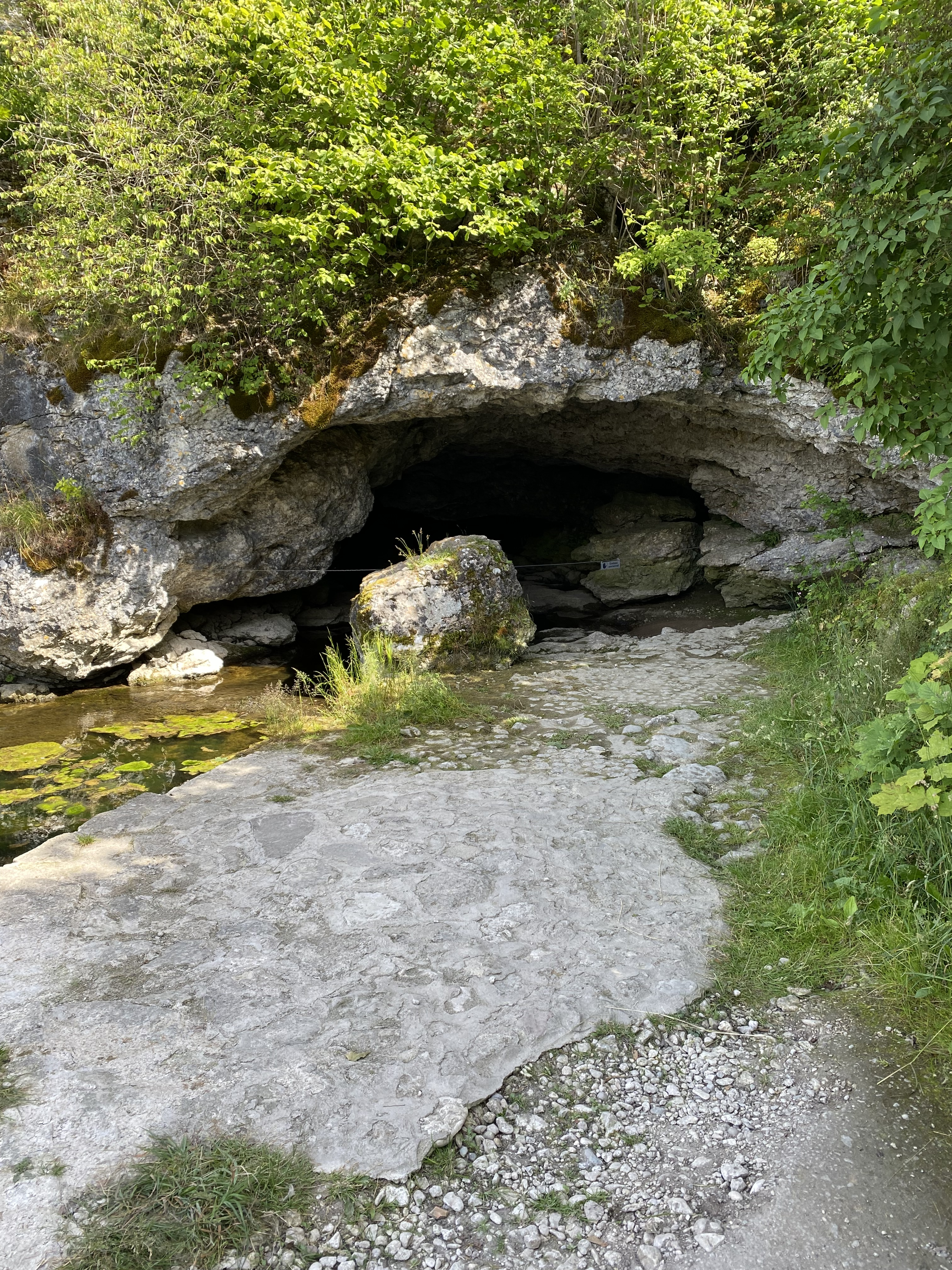
Den naturliga ingången till grottan.
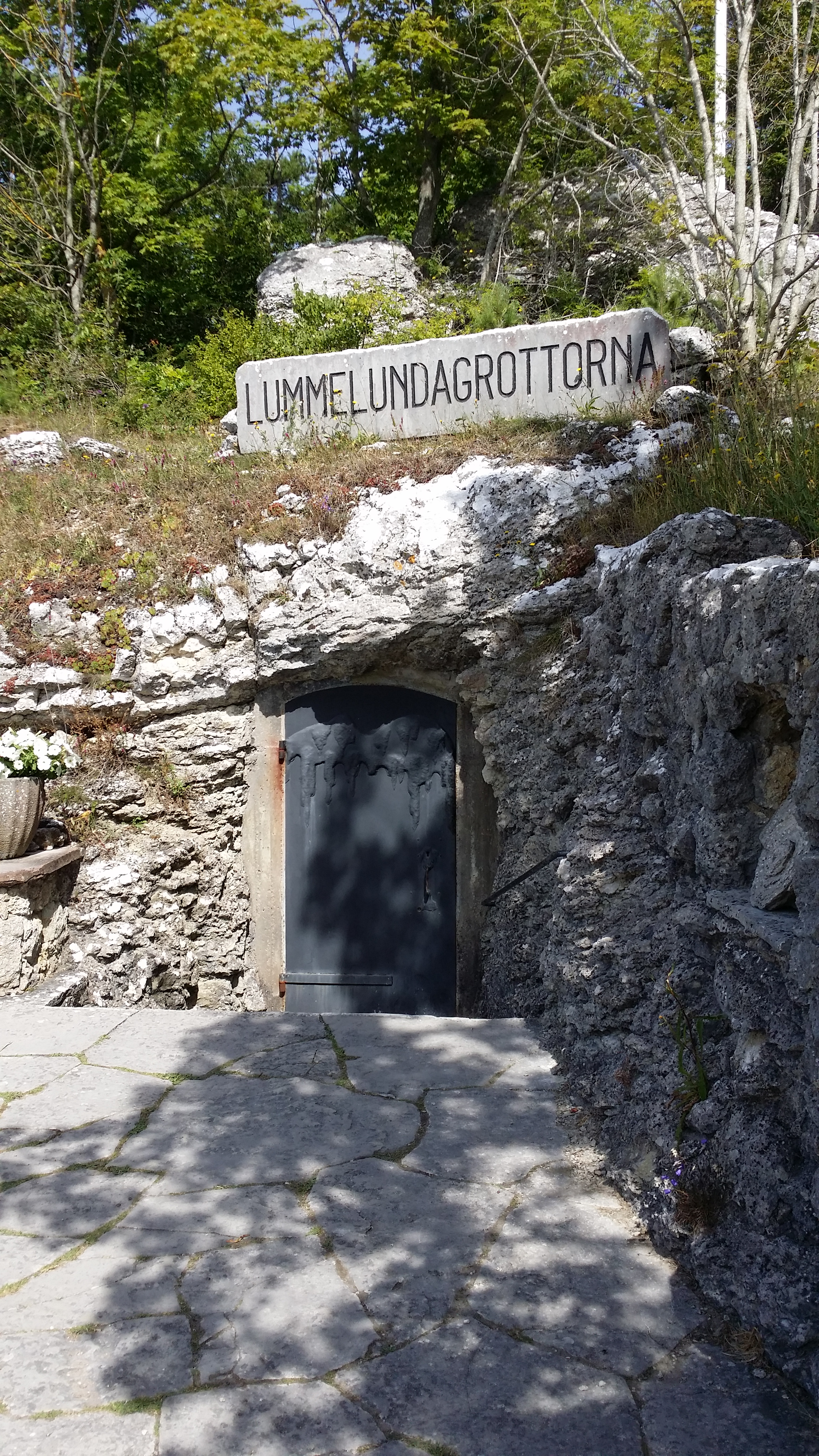
Turisternas ingång.